# La Mirada
La Mirada è una città nel sud-est della contea di Los Angeles, California (USA). La popolazione era di 46 783 al censimento del 2000.
È stata chiamata La Mirada (dallo spagnolo La vista) per il panorama che vi si può ammirare.